# Керченська картинна галерея імені М. Я. Бута
Керченська картинна галерея імені М. Я. Бута, Керченська картинна галерея — художній музей у місті Керч. Заснована у 1968 році. Музей входить до Керченського державного історико-культурного заповідника, який після анексії Криму Росією перетворили на Східно-Кримський історико-культурний музей-заповідник.

## Історія

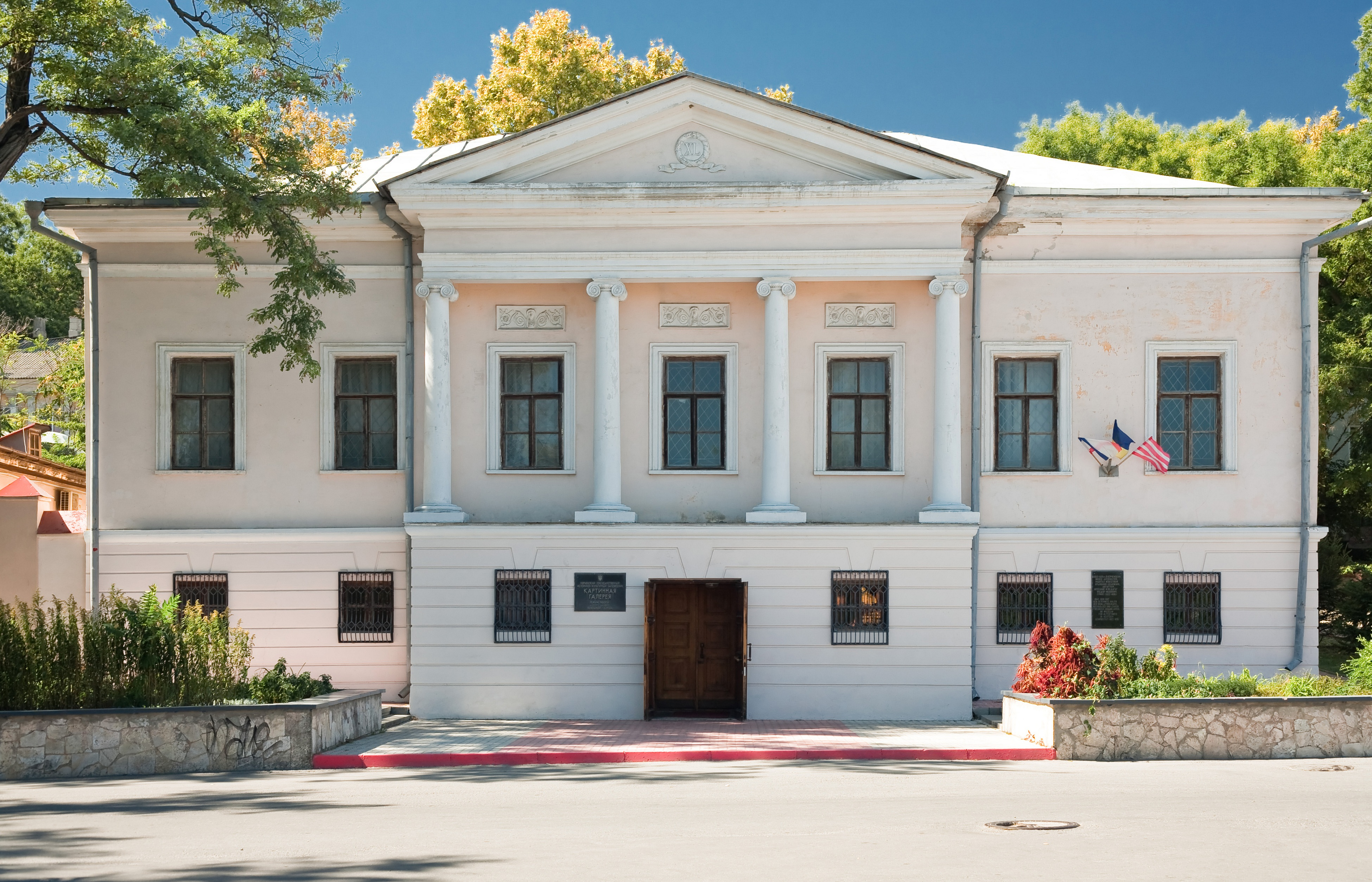
Житловий будинок ХІХ століття — приміщення галереї після реставрації 1985 року.

Історія картинної галереї починається з листопада 1968 року, коли Народний художник РРФСР українського походження, один із провідних майстрів Студії військових художників ім. М. Б. Грекова Микола Бут (1928—1989) передав у дар Керченському історико-археологічному музею 29 своїх полотен і численні ескізи з циклу «Аджимушкай.1942 рік», присвячені радянській обороні Керчі в період Другої світової війни.
На той час виставка розміщувалася в одній із залів основної будівлі історико-археологічного музею. Виставка Миколи Бута «Аджимушкай. 1942 рік» стала експозиційною основою Картинної галереї у новому будинку, і після його реставрації було урочисто відкрито 7 травня 1985 року, напередодні 40-річчя Перемоги у радянсько-німецькій війні. З 1987 Картинна галерея є основним виставковим залом музею-заповідника.
Картинна галерея — об'єкт, що входить до складу «Керченського історико-культурного заповідника», розташований на вулиці Театральній, будинок № 36, літер «А» біля підніжжя Великої Мітрідатської драбини в історичному центрі Керчі. Розміщується в будівлі з чотириколонним портиком будівлі першої половини XIX століття, пам'ятнику архітектури стилю класицизму.

## Експозиція
В експозиційно-виставковій діяльності використання фондової колекції музейних предметів живопису, скульптури, графіки становлять істотну частину. До постійних виставок відносяться експозиції, що представляють пам'ятки історії та культури різних часів та народів: Виставка «Античні пам'ятники Боспору», що дає уявлення про давню історію та самобутню грецьку культуру, демонструє знахідки археологів: сонячний годинник з букранням, рельєф «Геракл, що бенкетує» (III ст. до зв. е.), Наверш надгробної стели у вигляді коринфського шолома (V ст. до зв. е.).
Виставка «Християнські пам'ятки Керчі» включає: діорама пам'ятника візантійської архітектури «Храм Іоанна Предтечі» (IХ-Х ст.), вона поперемінно демонструє види храму та Керчі XIX та XX століть; копія мозаїки «Христос Пантократор» собору Святого Петра у Ватикані — дар Папи Римського Іоанна Павла II президенту СРСР Михайлу Горбачову в 1986; мармуровий рельєф із зображенням «Доброго пастиря», першого зображення Христа у ранньохристиянському мистецтві.
На даний час фонд творів живопису Східно-Кримського історико-культурного музею-заповідника складає понад 2000 одиниць зберігання. Він представляє образотворче мистецтво Керчі, її культуру від античності донині.
Російськими окупантами в музеї розміщено пропагандистську виставку «Кримський міст. Фантастична реальність».

## Режим відвідування
Під час російської окупації за російським часом:
- у зимовий час — вівторок, четвер та вихідні — з 9:00 до 17:00, у п'ятницю — з 10:00 до 19:00;
- влітку — вівторок, четвер та вихідні — з 9:00 до 18:00, у п'ятницю — з 11:00 до 20:00; вихідний день — понеділок.